# 卓仓居巴仓活佛
卓仓居巴仓活佛，俗称居巴佛，是中国青海省乐都县瞿昙寺的三个活佛系统之一（其余两个为智合仓活佛、卓仓曼巴仓活佛），属于藏传佛教格鲁派。

## 沿革
卓仓居巴仓活佛系统源自第一世（不计追认）智合仓活佛班觉丹增之侄阿旺宗哲。阿旺宗哲，又名宗哲桑布，清朝雍正年间因为受罗卜藏丹津事件牵连，曾遭清朝在兰州拘禁7年，圆寂之后以噶桑扎西嘉措为其转世。噶桑扎西嘉措生于1779年，曾任塔尔寺居巴扎仓第三十九任堪布，1828年又出任塔尔寺第五十任法台，所以该活佛转世系统称为“卓仓居巴仓”（“卓巴”是瞿昙寺所在地区的地名兼族名）。

## 历世卓仓居巴仓活佛
历世卓仓居巴仓活佛如下：
| 世数   | 生年   | 坐床年份 | 卒年 | 汉文姓名     | 藏文姓名 |
| ------ | ------ | -------- | ---- | ------------ | -------- |
| 第一世 | ？     | ——       | ？   | 阿旺宗哲     |          |
| 第二世 | 1779年 | ——       | ？   | 噶桑扎西嘉措 |          |
| 第？世 | ？     | ——       | ？   | 梅居巴       |          |